# Elizabeth Wardlaw
Lady Elizabeth Wardlaw née Elizabeth Halket le 15 avril 1677 et morte en 1727 est une poétesse écossaise, autrice de la ballade de Hardyknute.

## Biographie
Elizabeth Wardlaw nait le 15 avril 1677, deuxième fille de Sir Charles Halket et de son épouse Janet, fille de Patrick Murray. En 1696, elle épouse Henry Wardlaw (en), 4e baronnet, de Pitreavie, dont elle a trois filles et un fils.
La ballade de Hardyknute, publiée en 1719 comme un vieux poème, aurait été découverte par elle dans un caveau à Dunfermline, mais aucun manuscrit n'est disponible. En 1724, Allan Ramsay inclut le poème dans The Ever Green, son anthologie de la poésie écossaise. Dans l'édition de 1767 des Reliques of Ancient English Poetry (en) publié par Thomas Percy, le poème est attribué à Lady Wardlaw.
La ballade de Patrick Spens est également considérée comme son œuvre, l'un des partisans de cette théorie est l'écrivain écossais Robert Chambers. Emily Lyle suggère que Lady Wardlaw connaissait une version préexistante de Sir Patrick Spens (en) et qu'elle s'en est inspirée pour composer Hardyknute.